# Rhaucoides
Rhaucoides is een geslacht van hooiwagens uit de familie Cosmetidae.
De wetenschappelijke naam Rhaucoides is voor het eerst geldig gepubliceerd door Roewer in 1912. 

## Soorten
Rhaucoides omvat de volgende 7 soorten:
- Rhaucoides atahualpa
- Rhaucoides devillei
- Rhaucoides marmoratus
- Rhaucoides nasa
- Rhaucoides ornatus
- Rhaucoides riveti
- Rhaucoides virescens

(Rhaucoides sulfureus Mello-Leitão 1939 = Rhaucoides riveti in Medrano, García & Kury, 2022; or festae per Kury, 2003).
(Rhaucoides festae Roewer 1925 = Rhaucoides riveti in Medrano, García & Kury, 2022).